# Адамава-убангийские народы
Адама́ва-убанги́йские наро́ды — группа народов, населяющих бо́льшую часть Центральноафриканской Республики (ЦАР), восточные районы Нигерии, северо-восточные районы Камеруна, южные районы Чада, юго-западные районы Судана, западные районы Южного Судана, а также северные районы Республики Конго и Демократической Республики Конго (ДРК).
Говорят на языках адамава-убангийской семьи, входящей в нигеро-конголезскую макросемью. Адамава-убангийские языки относятся к наименее изученным африканским языкам. Генетическое единство этой семьи в последние годы подвергается сомнению, а её классификация в пределах нигеро-конголезской макросемьи пересматривается. В настоящее время принято рассматривать языковые объединения адамава, убанги и гбайя как отдельные семьи, причём языки адамава предлагается объединить с языками гур в саваннскую языковую семью. Адамава-убангийская семья включает порядка 150 языков, численность говорящих на языках этой семьи составляет около 7 млн человек (2005). По современным оценкам организации Joshua Project численность народов, говорящих на адамава-убангийских языках, достигает 12 млн человек (всего насчитывается 124 адамава-убангийских народа).

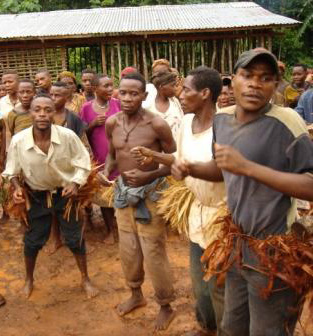
Пигмеи бака, говорящие на одном из убангийских языков

Крупнейшими адамава-убангийскими народами и группами народов являются:
- гбайя — 724 тысячи человек (ЦАР, Камерун, Республика Конго), включает группы северо-западных гбайя, юго-западных гбайя, босангоа, бозум, мум и другие[4][5];
- занде (азанде) — 1870 тысяч человек (ДРК, ЦАР, Южный Судан), включает группы мбому, бандийя, биле, бамбои, адио и другие[6][7];
- банда — 1570 тысяч человек (ЦАР, ДРК), включает группы линго, моно, тогбо, якпа, лангбасе, мбанжа, голо и другие[8];
- манжа (мандза) — 258 тысяч человек (ЦАР, Камерун)[5][9];
- мба — 60 тысяч человек (ДРК)[10];
- мумуйе — 600 тысяч человек (Нигерия, Камерун), представляет собой группу родственных народов пугу, апава, йоро, ранг, зинна, якоко, гола, или гонгла, и других[11];
- нгбака — 1405 тысяч человек (ДРК, Республика Конго, ЦАР)[9];
- нгбанди — 560 тысяч человек (ЦАР, ДРК), включает группы якомо, денди, банги и другие[12];
- сере-мунду — 338 тысяч человек (ДРК, ЦАР, Южный Судан, Камерун, Республика Конго, Габон), представляет собой группу родственных народов сере, мунду и других[13];
- чамба — 640 тысяч человек (Нигерия, Камерун), включает группы чамба-лекон, кунгана, сунтан, донга и такум[14].

Также к адамава-убангийской семье относятся малочисленные народы и этнические группы, в их числе йенданг, вака, теме, кумба, бали, пассам, генгле, кугама; дуру, вере, фали, мбум; барамо (амиангбуа), памбиа; ндунга, ма, донго; лонгуда, тупури, мунданг; нгбака ма’бо (мбака), моно, джен, юнгур, чам-мона, ваджа, тула, дояйо, кома и многие другие. Кроме того, на одном из убангийских языков говорят пигмеи бака.